# Ana de Cleves
Ana (Düsseldorf, 22 de setembro de 1515 – Londres, 16 de julho de 1557) foi a quarta esposa do rei Henrique VIII e Rainha Consorte do Reino da Inglaterra entre janeiro e julho de 1540. Era filha de João III, Duque de Cleves e sua esposa Maria de Jülich-Berg.

## Biografia
Ana nasceu em Düsseldorf, filha de João III, Duque de Cleves, líder de um dos estados germânicos pioneiros na implementação do Movimento Protestante, e de Maria de Jülich-Berg, herdeira do Ducado de Jülich, do condado de Ravensberg, e do estado de Berg.
A posição de Cleves face à Igreja Católica o tornava um potencial aliado para Henrique VIII de Inglaterra, chefe da recentemente criada Igreja Anglicana, em 1533. A união era diplomaticamente valiosa e foi defendida entre outros por Thomas Cromwell, chanceler do reino.
O pintor Hans Holbein, o Jovem foi então contratado para efetuar um retrato de Ana, cujo resultado em muito agradou a Henrique VIII.
A escolha da sua nova cônjuge foi feita através de um retrato. Puseram-lhe à frente as imagens das duas filhas solteiras do duque, Ana e Amélia, e depois de as observar atentamente, o rei optou por Ana, que lhe parecia mais bonita.

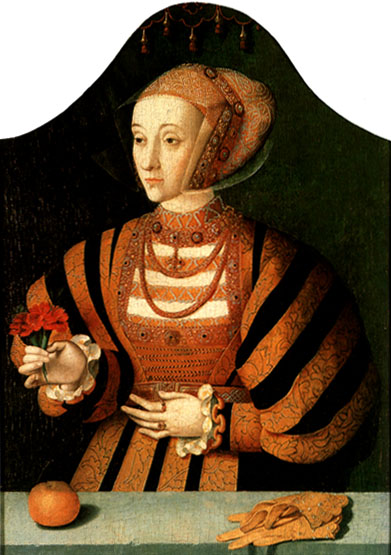
Ana pintada por Barthel Bruyn, o Velho, c. 1540.

Quando Ana chegou à Inglaterra, ficou evidente o talento de Holbein, pois a pintura superava o modelo em atributos físicos. Ana não era uma mulher bonita e tinha a cara coberta de cicatrizes de varíola, prontamente disfarçadas no retrato. Henrique VIII ficou desconsolado com a escolha da noiva desde o primeiro momento, mas apesar disso se casou com Ana em 6 de janeiro de 1540, em Greenwich.
Uma das aias designadas para Ana foi Catarina Howard, uma jovem de quinze anos com quem o rei iniciou uma relação amorosa quase de imediato. O casamento com Ana foi anulado a 9 de julho do mesmo ano, com base na não consumação, e pouco depois Henrique VIII casou-se com Howard.
Ana decidiu ficar na Inglaterra e foi generosamente recompensada pelo incômodo do divórcio. Henrique VIII conferiu-lhe uma pensão, o usufruto do Castelo de Hever e os títulos de Princesa da Inglaterra e Irmã do Rei.
No fim da vida, Ana converteu-se ao Catolicismo e tornou-se confidente das enteadas Maria e Isabel. Ela está enterrada na Abadia de Westminster.

## Morte
Quando a saúde de Ana começou a falhar, Maria permitiu que vivesse na Chelsea Old Manor, onde a última mulher de Henrique VIII, Catarina Parr, havia vivido após o seu segundo casamento. Aqui, em meados de junho de 1557, Ana ditou o seu testamento. Nele, menciona o seu irmão, irmã, e cunhada, bem como a futura rainha Isabel, a duquesa de Suffolk, e a condessa de Arundel. Ela deixou algum dinheiro aos seus servos e pediu a Maria e Isabel para que os empregasse em suas moradias. Foi lembrada por todos que a serviam como particularmente generosa e uma patroa fácil de lidar.
No fim da vida, Ana converteu-se ao Catolicismo e tornou-se confidente das enteadas Maria e Isabel. Ela está enterrada na Abadia de Westminster.
Ana morreu na Chelsea Old Manor em 16 julho 1557. A causa mais provável de sua morte foi o cancro. Foi enterrada em Westminster Abbey, a 3 de agosto, no que foi descrito como um "túmulo duro de ser encontrado" por outro lado o santuário de Eduardo, o Confessore, e ligeiramente acima do nível dos olhos de uma pessoa de altura média..
O epitáfio de Ana na Abadia de Westminster, que está em inglês, diz:
ANNE OF CLEVES
QUEEN OF ENGLAND
BORN 1515 • DIED 1557
Foi a última mulher de Henrique VIII a morrer.

## Na mídia popular
- O papel de Ana de Cleves foi interpretado por Elsa Lanchester em The Private Life of Henry VIII, que foi lançado em 1933. O marido de Elsa, Charles Laughton, interpretou Henrique VIII e ganhou o Oscar de melhor ator por sua interpretação. O filme recebeu uma indicação de melhor filme, o primeiro de uma filmagem feita fora dos Estados Unidos.
- Foi interpretada por Elvi Hale na série da BBC The Six Wives Of Henry VIII, de 1971.
- Rick Wakeman gravou a peça "Anne of Cleves" para seu álbum de 1973 The Six Wives of Henry VIII.
- Pia Girard na série de 2003 da ITV Henry VIII.
- O papel de Ana de Cleves foi interpretado pela atriz e cantora Joss Stone na série de televisão a cabo The Tudors.
- O papel de Ana de Cleves foi interpretado por Genesis Lynea no musical britânico Six: The Musical.